# 山本大介 (外交官)
山本 大介（やまもと だいすけ、1964年〈昭和39年〉2月18日 - ）は、埼玉県出身の日本の外交官。
大臣官房広報文化外交戦略課ＩＴ広報室長などを経て、2023年11月から在ジッダ総領事を務める。

## 略歴
- 1987年　外務省専門職員採用試験合格
- 1988年3月　明治大学商学部商学科卒業
- 1988年4月　外務省入省
- 2001年7月　中東アフリカ局中東第二課
- 2003年4月　中東アフリカ局中東第二課 課長補佐
- 2004年1月　在クウェート日本国大使館 二等書記官
- 2004年2月　中東アフリカ局中東第二課 課長補佐
- 2004年7月　在クウェート日本国大使館 一等書記官 兼 在イラク日本国大使館（2005年11月まで）
- 2005年10月　在マレーシア日本国大使館 一等書記官
- 2008年4月　中東アフリカ局中東第一課 課長補佐
- 2011年1月　内閣官房副長官補付
- 2013年7月　在バーレーン日本国大使館 一等書記官
- 2017年8月　在カタール日本国大使館 一等書記官
- 2021年8月　大臣官房広報文化外交戦略課ＩＴ広報室長
- 2023年11月　在ジッダ日本国総領事館 総領事